# Loch River
Der Loch River ist ein Fluss in Gippsland im australischen Bundesstaat Victoria.

## Verlauf
Er entspringt bei der Siedlung Roy Hill in einer Höhe von 896 m. Der Fluss fließt nach Süden und durchquert das Loch Valley. Bei Noojee mündet er auf 228 m in den Latrobe River.